# Amphilectus fucorum
Amphilectus fucorum är en svampdjursart som först beskrevs av Eugen Johann Christoph Esper 1794. Enligt Catalogue of Life ingår Amphilectus fucorum i släktet Amphilectus och familjen Esperiopsidae, men enligt Dyntaxa är tillhörigheten istället släktet Amphilectus och familjen Myxillidae. Arten är reproducerande i Sverige. Inga underarter finns listade i Catalogue of Life.